# Heimatfilm (Unternehmen)
Die Heimatfilm GmbH + CO KG ist ein 2003 in Köln gegründetes Filmproduktionsunternehmen. Gesellschafter sind die Geschäftsführerin Bettina Brokemper und Helmut Hartl.
Heimatfilm entwickelt und produziert eigene Film- und Fernsehprojekte für das deutsche, europäische und internationale Publikum. Darüber hinaus engagiert sich Heimatfilm in internationalen Koproduktionen, vornehmlich europäischer Kinofilme, und organisiert für internationale Filmfirmen Serviceproduktionen in Deutschland.

## Erfolge & Preise
Viele (Ko-)Produktionen der Heimatfilm konnten auf renommierten nationalen und internationalen Filmfestivals (u. a. Berlinale, Internationale Filmfestspiele von Cannes, Sundance Film Festival, Chicago International Film Festival, Toronto International Film Festival, Internationale Filmfestspiele von Venedig, Locarno Film Festival, Tallinn Black Nights Film Festival) Premiere feiern und Preise gewinnen.
Unter den zahlreichen Preisen befinden sich:
- Der Preis der Jury des Sundance Film Festivals 2007 für Sweet Mud als Bester Ausländischer Film.[2]
- Der FIPRESCI-Award, verliehen auf dem Istanbul International Film Festival 2009 an Süt - Milch von Semih Kaplanoğlu.[3]
- Der Goldene Bär der 60. Berlinale (2010) für Bal - Honig von Semih Kaplanoğlu.[4]
- Der Preis für den Besten Internationalen Dokumentarfilm für Drachenmädchen von Inigo Westmeier, verliehen auf dem Festival HotDocs Toronto 2013.[5]
- Die Silberne Lola des Deutschen Filmpreises 2013 für Hannah Arendt von Margarethe von Trotta als Besten Film, ebenfalls den Prix Eurimages und den Silver Spike für den Besten Film des Valladolid International Film Festival 2012.[6]
- Die Bronzene Lola des Deutschen Filmpreises 2017 für Wild von Nicolette Krebitz als Besten Film.[7]
- Der Tokyo Grand Prix für Grain - Weizen von Semih Kaplanoğlu als Bester Film (2017).[8]
- Der Preis der Deutschen Filmkritik für den Besten Kinderfilm: Nur ein Tag von Martin Baltscheid (2017).[9]
- Der Preis der Deutschen Filmkritik - Bester Film für Wintermärchen von Jan Bonny (2019).[10]
- 2023 gewann Thea Ehre den Silbernen Bären für die beste schauspielerische Leistung in einer Nebenrolle des Filmes Bis ans Ende der Nacht von Christoph Hochhäusler.[11]

## Name
Anders als der Name es zunächst vermuten lässt, produziert die Heimatfilm nicht vornehmlich Heimatfilme. Die Namenswahl habe andere Gründe: Statt Filmprojekte als „Babys“ zu bezeichnen, von ihnen wie von einem Feldzug zu sprechen, von Stoffen oder Paketen, als sei man eine Spedition, soll der Name „Heimatfilm“ ausdrücken, dass man Filmprojekte als Freunde und Mitbewohner ansehe: 
„Diese Mitbewohner haben es nicht leicht (schwierige Kindheit, politische Verfolgung, Liebeskummer…). Manchmal müssen sie einfach die Füße auf den Tisch legen, die Kekse im Bett essen oder sich bei einem Glas Wein ausheulen. Manchmal sind sie auch mit der Miete im Rückstand oder mit dem Abwasch. Aber sie bringen uns zum Lachen und zum Weinen, unterhalten die Gäste und bringen selbstgepflückte Blumen mit! Die Krümel machen sie auch wieder weg. Und wir sind fast ein wenig traurig, wenn sie ausziehen, um die Kinos zu erobern.“

## Filme
- 2004: 2nd and A (Jan Bonny)
- 2005: Falscher Bekenner (Christoph Hochhäusler)
- 2005: Manderlay (Lars von Trier) (Serviceproduktion)
- 2005: Dear Wendy (Thomas Vinterberg) (Serviceproduktion)
- 2006: Sweet Mud (Dror Shaul)
- 2006: WWW – What a Wonderful World (Faouzi Bensaidi)
- 2007: Gegenüber (Jan Bonny)
- 2007: Insel der verlorenen Seelen (Nikolaj Arcel) (Serviceproduktion)
- 2008: Süt – Milch (Semih Kaplanoğlu)
- 2008: Der Brief für den König (Pieter Verhoeff)
- 2008: Lemon Tree (Eran Riklis)
- 2009: Antichrist (Lars von Trier) (Serviceproduktion)
- 2010: Unter dir die Stadt (Christoph Hochhäusler)
- 2010: Bal – Honig (Semih Kaplanoğlu)
- 2011: Death for Sale (Faouzi Bensaïdi)
- 2011: Dreileben – Eine Minute Dunkel (Christoph Hochhäusler)
- 2012: Hannah Arendt (Margarethe von Trotta)
- 2012: Naked Opera (Angela Christlieb)
- 2012: The Most Fun You Can Have Dying (Kirstin Marcon) (Serviceproduktion)
- 2012: Das bessere Leben (Malgoszka Szumowska) (Serviceproduktion)
- 2013: Nymphomaniac (Lars von Trier) (Serviceproduktion)
- 2013: Giraffada (Rani Massalha)
- 2013: Qissa (Anup Singh)
- 2013: Drachenmädchen (Inigo Westmeier)
- 2013: Sonnwende (Bernhard Landen & Judith Angerbauer)
- 2014: Die Lügen der Sieger (Christoph Hochhäusler)
- 2014: Mein Herz tanzt (Eran Riklis)
- 2014: L'éclat furtif de l'ombre (Alain-Pascal Housiaux & Patrick Dechesne)
- 2015: Ephraim und das Lamm (Yared Zeleke)
- 2016: Wild (Nicolette Krebitz)
- 2017: Nur ein Tag (Martin Baltscheit)
- 2017: NICHT.JETZT. (Julia Keller)
- 2017: Forget about Nick (Margarethe von Trotta)
- 2017: Die Spur (Agnieszka Holland)
- 2017: Grain - Weizen (Semih Kaplanoğlu)
- 2017: Aus nächster Distanz (Eran Riklis)
- 2018: The Happy Prince (Rupert Everett) (Serviceproduktion)
- 2018: Unser Kind (Nana Neul)
- 2018: Wintermärchen (Jan Bonny)
- 2021: Töchter (Nana Neul)
- 2021: Daughter of Rage (La Hija de Todas las Rabias) (Laura Baumeister)
- 2022: Die Gewerkschafterin (La Syndicaliste) (Jean-Paul Salomé)
- 2023: Ingeborg Bachmann - Reise in die Wüste (Margarethe von Trotta)
- 2023: Bis ans Ende der Nacht (Christoph Hochhäusler)